# وادي معلمة
وادي معلمة هو واد في تهامة بلقرن في محافظة العرضيات تنحدر مياهه من جبال ثميدة باتجاه الغرب حتى يرفد وادي قنونا من الشرق شمالي قرية معلمة.